# Provincija Kanada
Provincija Kanada ili Ujedinjena Provincija Kanada (engleski: Province of Canada ili United Province of Canada, francuski: Province du Canada ili Canada-Uni) bila je britanska kolonija u Sjevernoj Americi koja je nastala spajanjem dviju Kanada u jednu pokrajinu ili provinciju. Ova provincija nastala je prema preporuci koju je u svom izvještaju nakon pobuna 1837., naveo lord Durham.
Provincija Kanada prestala je postojati osnivanjem Kanadske konfederacije dana 1. srpnja 1867., kada je provincija podijeljena u današnje kanadske pokrajine Ontario i Québec.

## Povijest
Prije 1841., teritorij Južnog Ontarija bio je dio britanske kolonije Gornja Kanada|Gornje Kanade, dok su južni dio Québeca i Labrador bili dio kolonije Donje Kanade. U Gornjoj Kanadi većina stanovništva bila je anglofono, dok je Donja Kanada većinski bila frankofona. Aktom o Uniji kojeg je britanski parlament izglasao 23. srpnja 1840., a kruna odobrila 10. veljače 1841. dvije kolonije su spojene ukidanjem njihovih zakonodavnih tijela i njihovom zamjenom s jednom zakonodavnom skupštinom.
Iako je novim ustrojem formalno omogućena jednaka zastupljenost predstavnika obiju bivših kolonija, Donja Kanada je u praksi bila zakinuta. Usprkos frankofonoj većini u Donjoj Kanadi, najveći dio moći i vlasti imala je anglofona manjina.
Područje bivše Gornje Kanade u novoj provinciji zvano je Kanada-Zapad (Canada West ili Canada-Ouest), dok je područje bivše Donje Kanade zvano Kanada-Istok (Canada-Est ili Canada East). Provincija Kanada prestala je postojati kada je 1. srpnja 1867. britanski parlament izglasao Zakon o Britanskoj Sjevernoj Americi.

## Glavni gradovi
U relativno kratkom razdoblju postojanja od 26 godina, Provincija Kanada je šest puta promijenila svoj glavni grad. Prvi glavni grad bio je Kingston. Glavni grad preseljen je 1849. iz Montréala u Toronto nakon što su pobunjenici zapalili parlament. Godine 1857., kraljica je Viktorija izabrala Ottawu za novi stalni glavni grad Kanade, te dala podignuti kanadski parlament na Brdu parlamenta. Prva faza ove gradnje završena je 1865., upravo na vrijema kako bi se u njoj održala završna sjednica parlamenta Provincije Kanade.
Kronologija
- Kingston 1841. – 1843.
- Montréal 1843. – 1849.
- Toronto 1849. – 1852.
- Québec 1852. – 1856.
- Toronto 1856. – 1858.
- Québec 1859. – 1866.
- Ottawa 1866. – 1867.

## Politika
Prema Aktu o Uniji iz 1840., generalni guverner provincije imao je pravo odbaciti bilo koji zakon koje je izglasalo zakonodavno tijelo. Ipak, 1848. je generalni guverner lord Elgin odobrio kabinet većinske stranke u zakonodavnoj skupštini, a to je bila koalicija Baldwin-Lafontaine koja je izbore dobila te godine u siječnju. Potez lorda Elgina bio je vrlo nepopularan među anglofonim torijevcima koji su preferirali imperijalnu vlast ispred demokratske.
U zakonodavnoj skupštini su obje Kanade imale fiksno po 42 zastupnika. Budući da su bili brojniji u ukupnom stanovništvu nove provincije, frankofoni Kanađani zahtijevali su zastupljenost u skupštini prema broju stanovnika, čemu su se žestoko protivili anglofoni Kanađani. Nakon nekog vremena je anglofono stanovništvo zbog imigracije preraslo frankofono, te je na kraju ono tražilo zastupljenost u skupštini prema broju stanovnika. Na kraju je ovaj sukob rezultirao pokretom za federalnim uređenjem čime je na kraju 1867. stvorena proširena Kanadska konfederacija.

## Stanovništvo
| Godina        | Stanovništvo Donje Kanade | Stanovništvo GornjeKanade |
| ------------- | ------------------------- | ------------------------- |
| 1841.         | n/p                       | 455 688                   |
| 1844.         | 697 084                   | n/p                       |
| 1848.         | 765 797-786 693 procjena  | 725 879                   |
| 1851. – 1852. | 890 261                   | 952 004                   |
| 1860. – 1861. | 1 111 566                 | 1 396 091                 |

- Izvor: Statistique Canada, Popisi stanovništva Kanade od 1665. do 1871. godine.